# Rzeźnia nr 5 (film)
Rzeźnia nr 5 (ang. Slaughterhouse-Five) – amerykański film fabularny z 1972 roku w reżyserii George’a Roya Hilla. Adaptacja powieści Kurta Vonneguta pod tym samym tytułem. Zdjęcia do filmu powstały w Pradze.

## Obsada
- Michael Sacks – Billy Pilgrim
- Ron Leibman – Paul Lazzaro
- Eugene Roche – Edgar Derby
- Sharon Gans – Valencia Merble Pilgrim
- Valerie Perrine – Montana Wildhack
- Holly Near – Barbara Pilgrim
- Perry King – Robert Pilgrim
- Kevin Conway – Roland Weary
- Friedrich von Ledebur – niemiecki przywódca
- Ekkehardt Belle – młody niemiecki strażnik
- Sorrell Booke – Lionel Merble
- Roberts Blossom – Wild Bob Cody
- John Dehner – Profesor Rumfoord
- Gary Waynesmith – Stanley
- Richard Schaal – Howard W. Campbell Jr.
- Gilmer McCormick – Lily Rumfoord
- Stan Gottlieb – Hobo
- Karl-Otto Alberty – niemiecki strażnik - Group Two
- Henry Bumstead – Eliot Rosewater
- Lucille Benson – matka Billy’ego
- John Wood – angielski oficer

## Nagrody
W 1972 roku film otrzymał Nagrodę Jury na 25. MFF w Cannes. Obraz zdobył także Nagrodę Saturn za najlepszy film science fiction oraz Nagrodę Hugo za najlepszy dramat w 1973 roku.